# 996
996 (CMXCVI) var ett skottår som började en onsdag i den julianska kalendern.

## Händelser

### Maj
- 3 maj – Sedan Johannes XV har avlidit den 1 april väljs Bruno av Kärnten till påve och tar namnet Gregorius V.[1]

### November
- 1 november – Kejsar Otto III utfärdar en handling till Gottschalk von Hagenau, biskop Freising, vilket är äldsta kända dokumentet som använder namnet Ostarrîchi (Österrike på gammalhögtyska).

### Okänt datum
- I Uppsala möter Olof Skötkonung de från Norge flyende jarlarna Erik och Sven Håkonsson.

## Födda
- Oda av Meissen, drottning av Polen.

## Avlidna
- 1 april – Johannes XV, påve sedan 985.
- 24 oktober – Hugo Capet, kung av Frankrike sedan 987.
- 20 november – Rikard I av Normandie
- Sunniva den heliga, norskt helgon.